# 伏羊节
伏羊节，是中国江苏省徐州市、安徽省萧县、上海市等地的民间传统节日，节日起于每年的初伏，持续时间为一个月。徐州吃伏羊的传统可最早追溯到夏商周时期。在这个节日中，人们有到各个酒店、餐馆等地聚会吃羊肉、喝羊汤等习俗。2008年，徐州伏羊节获评为“徐州市非物质文化遗产”。
在徐淮一带，以羊肉名闻遐迩的，当数萧县，萧县连同徐州地区人们，向有伏天吃伏羊的习俗。每年入伏第一天，人们习惯从菜市场买回羊肉在家中烹饪食用。由于萧县古属徐州辖县，两地民间交往频繁，萧县有许多在徐州开的饭店，也是后来节日能够迅速在徐州展开，并传播的原因。萧县羊肉享有盛名已达300余年。萧县羊肉饭店有5000余家，饭店选用的多为3至6个月的获得国家地理标志的萧县白山羊，肉质鲜嫩异常。萧县传统名菜也多以羊肉为主，有“无羊不成席”之说。